# Николаев, Вениамин Петрович
Вениами́н Петро́вич Никола́ев (род. 7 октября 1958, Челкасы, Чувашская АССР) — советский легкоатлет, специалист по спортивной ходьбе. Выступал на всесоюзном уровне в 1980-х годах, серебряный призёр Кубка мира в командном зачёте, чемпион СССР, победитель первенств всесоюзного и всероссийского значения, участник чемпионата мира в Риме. Представлял Чебоксары и спортивное общество «Буревестник». Мастер спорта СССР международного класса.

## Биография
Вениамин Николаев родился 7 октября 1958 года в деревне Челкасы Аликовского района Чувашской АССР. Занимался лёгкой атлетикой в Чебоксарах, проходил подготовку в Чебоксарской школе высшего спортивного мастерства. Выступал за добровольное спортивное общество «Буревестник».
Впервые заявил о себе на всесоюзном уровне в сезоне 1983 года, когда в ходьбе на 50 км выиграл бронзовую медаль на соревнованиях в Черкассах. Выполнил норматив мастера спорта СССР.
В 1984 году в дисциплине 50 км стал бронзовым призёром на чемпионате СССР, прошедшем в рамках Мемориала братьев Знаменских в Сочи. Рассматривался в качестве кандидата на участие в летних Олимпийских играх в Лос-Анджелесе, однако Советский Союз вместе с несколькими другими странами восточного блока бойкотировал эти соревнования по политическим причинам. Вместо этого Николаев выступил на альтернативном турнире «Дружба-84» в Москве, где показал на финише четвёртое время 3:54:10.
В 1985 году в ходьбе на 50 км с личным рекордом 3:41:51 выиграл серебряную медаль на чемпионате СССР в Ленинграде. Будучи студентом, представлял Советский Союз на Всемирной Универсиаде в Кобе, где финишировал пятым на дистанции 20 км. Также принимал участие в Кубке мира по спортивной ходьбе в Сент-Джонсе — занял 15-е место в личном зачёте 50 км и тем самым помог соотечественникам получить серебро командного зачёта.
Принимал участие в Играх доброй воли в Москве — в программе ходьбы на 20 км показал время 1:28:52, расположившись в итоговом протоколе соревнований на 18-й строке.
В 1987 году в дисциплине 50 км одержал победу на чемпионате СССР по спортивной ходьбе в Чебоксарах, показав при этом 12-й результат мирового сезона — 3:50:19. Благодаря череде удачных выступлений удостоился права защищать честь страны на чемпионате мира в Риме, но здесь во время прохождения дистанции в 50 км был дисквалифицирован за нарушение техники ходьбы.
За выдающиеся спортивные достижения удостоен почётного звания «Мастер спорта СССР международного класса» (1984).
В 1988 году окончил факультет физического воспитания Чувашского государственного педагогического института.
В 2007—2014 годах занимал должность директора Центрального стадиона «Олимпийский» в Чебоксарах. Заслуженный работник физической культуры и спорта Чувашской Республики (2011). Участвовал в соревнованиях по лёгкой атлетике в качестве судьи, в 2012 году получил квалификацию судьи всероссийской категории. С 2014 года — директор Специализированной детско-юношеской спортивной школы олимпийского резерва № 3 в Новочебоксарске.